# ジム・コルデラス

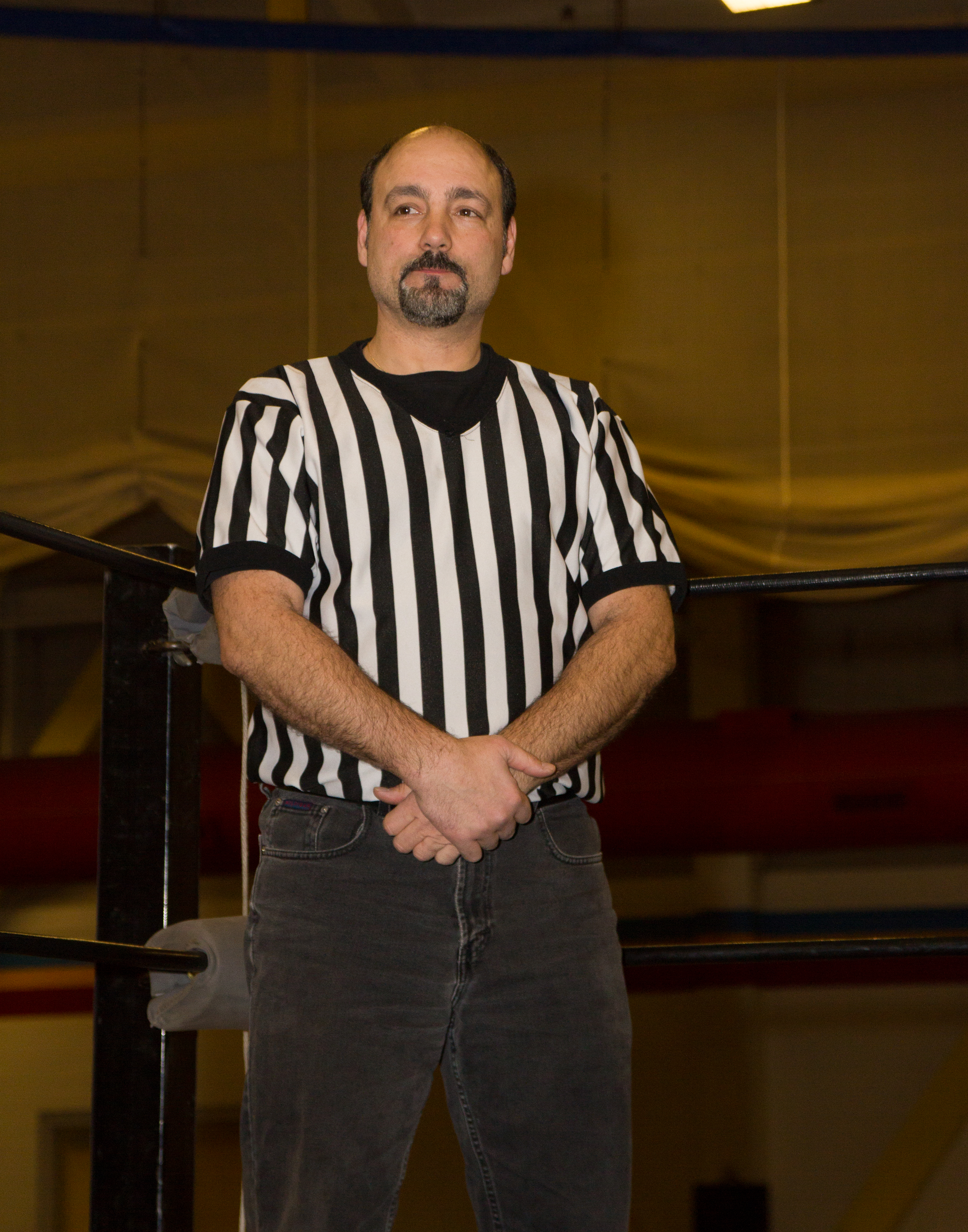
ジム・コルデラス

ジム・コルデラス（Jim Korderas、1962年3月19日 - ）は、WWE所属のレフェリー。カナダ・オンタリオ州イーストヨーク出身。
WWEデビューは1987年2月。現在はWWEのスマックダウンでレフェリーを担当している。